# Arrest Breda/Antonius
Het arrest Breda/Antonius (HR 5 oktober 1990, NJ 1992/226) is een arrest van de Nederlandse Hoge Raad dat een belangrijke maatstaf geeft voor zaaksvorming.

## Casus
Machinefabriek Breda geeft aan machinefabriek Antonius opdracht om uit materiaal dat door Breda is aangeleverd bochten, rompen en venturies te maken. Na de productie worden ze aan Breda afgegeven. Wanneer Breda nalatig is met de betaling, wil Antonius de zaken revindiceren op grond van een eigendomsvoorbehoud. Dat voorbehoud behelst dat de verkoper zich verbindt tot de overdracht van een goed onder de opschortende voorwaarde van betaling van de koopprijs.

## Rechtsvraag
Over de vraag of er door het productieproces een nieuwe zaak is gevormd, bestaat geen verschil van inzicht. De vraag is of deze zaaksvorming door Antonius voor zichzelf (art. 5:16 lid 2) of (door Antonius) voor - de eigenaar van de gebruikte materialen - Breda (regel: art. 5:16 lid 1 - echter i.c. doet Breda 'voor zichzelf vormen': art. 5:16 lid 2) heeft plaatsgevonden.

## Procesgang
De rechtbank en het hof oordelen dat Antonius de zaken voor zichzelf heeft gevormd. Derhalve is Antonius er eigenaar van geworden en kan zij de zaken revindiceren.

## Hoge Raad
De Hoge Raad oordeelt:

3.3. (...) Het betoog van Breda in dit geding komt erop neer dat Breda de betreffende zaken voor zichzelf door Antonius heeft doen vormen uit de door Breda daartoe ter beschikking gestelde materialen. Indien komt vast te staan dat dit geval zich hier inderdaad voordoet, brengt art. 661 naar zijn strekking – overeenkomend met die van het nader uitgewerkte art. 5:16 lid 2 NBW – mee dat Breda en niet Antonius eigenares van de gevormde zaken is geworden. Of dit geval zich voordoet, zal afhangen van hetgeen in het licht van de daarop betrekking hebbende verkeersopvattingen uit de rechtsverhouding tussen partijen voortvloeit. Bij een industriële fabricage – zoals hier aan de orde is – zal het daarbij aankomen op de vraag wie beslissende invloed had op de wijze van productie en de definitieve vorm van het product en wie in het kader van die rechtsverhouding het risico droeg ter zake van verliezen wegens tegenvallende bruikbaarheid, verhandelbaarheid of winstgevendheid van het product.

Op grond van deze criteria komt de Hoge Raad tot de conclusie dat het hof onvoldoende heeft gemotiveerd waarom Antonius de producten voor zich had gevormd. Hij wijst de zaak terug naar het hof.
Overigens wijst de Raad erop dat in het geval Antonius geen eigenaar is geweest en dus als zodanig niet op grond van een eigendomsvoorbehoud had kunnen revindiceren, er wel andere middelen zouden openstaan. Zo kan een opdrachtnemer als Antonius die voor de opdrachtgever heeft gevormd, zich beroepen op het opschortingsrecht van art. 6:52 BW.

## Belang
Het belang van het arrest Breda/Antonius schuilt in de criteria die gegeven worden om te bepalen of iemand een zaak voor zich vormt of doet vormen.